# グルラジャニ・ネイサン
グルラジャニ・ネイサン（1997年11月4日 - ）は、兵庫県神戸市出身の元プロ野球選手（内野手）。

## 経歴
インド人の父と日本人の母の間に生まれる。
神戸市立摩耶小学校3年より軟式野球を始める。神戸市立上野中学校時代は神戸西シニアに所属。
高校は強豪校数校からの誘いがあったものの、小さい頃からの憧れだった大阪府の古豪・PL学園高校に進学。1年秋に背番号6でレギュラーとなる。2年秋からは4番や1番を打ち、主に三塁を守った。高校通算で17本塁打。
大学は東都大学野球連盟の亜細亜大学に進学するも1年途中に中退。後に東京新大学野球連盟の東京国際大学に再入学。3年秋からレギュラーとなり、4番や5番を打った。東京国際大では通算8本塁打。
大学卒業を機に野球を辞めるつもりだったが、大学最終年のリーグ戦で不完全燃焼な順位に終わったことから就職は考えず、独立リーグをステップにNPBを目指すことを決意。BCリーグの新潟アルビレックス・ベースボール・クラブに入団した。
2020年は主力打者として打率.329、2本塁打、23打点を記録したが、NPB球団から声は掛からなかった。
2021年は前年より大幅に成績を落とし、打率.231、2本塁打、12打点の成績に終わった。10月12日に退団（任意引退）が発表された。

## 詳細情報

### 独立リーグでの打撃成績
| 年 度     | 球 団     | 試 合 | 打 席 | 打 数 | 得 点 | 安 打 | 二 塁 打 | 三 塁 打 | 本 塁 打 | 塁 打 | 打 点 | 盗 塁 | 盗 塁 死 | 犠 打 | 犠 飛 | 四 球 | 敬 遠 | 死 球 | 三 振 | 併 殺 打 | 打 率 | 出 塁 率 | 長 打 率 | O P S |
| --------- | --------- | ----- | ----- | ----- | ----- | ----- | -------- | -------- | -------- | ----- | ----- | ----- | -------- | ----- | ----- | ----- | ----- | ----- | ----- | -------- | ----- | -------- | -------- | ----- |
| 2020      | 新潟      | 56    | 195   | 158   | 29    | 52    | 3        | 1        | 2        | 63    | 23    | 2     | 1        | 5     | 5     | 24    | -     | 3     | 18    | 3        | .329  | .416     | .399     | .815  |
| 2021      | 新潟      | 48    | 169   | 147   | 16    | 34    | 5        | 0        | 2        | 45    | 12    | 1     | 1        | 1     | 0     | 19    | -     | 2     | 20    | 3        | .231  | .327     | .306     | .633  |
| 通算：2年 | 通算：2年 | 104   | 364   | 305   | 45    | 86    | 8        | 1        | 4        | 108   | 35    | 3     | 2        | 6     | 5     | 43    | -     | 5     | 38    | 6        | .282  | .374     | .354     | .728  |

- 2021年度シーズン終了時点

### 背番号
- 3 （2020年 - ）